# NES Classics
La serie de videojuegos conocida en Europa como NES Classics (Classic NES Series en Estados Unidos y Famicom Mini Series en Japón) es una serie de videojuegos, originarios de NES/Famicom y Famicom Disk System, que llegaron a editarse en Game Boy Advance con motivo del 20 aniversario de la consola Famicom en Japón (conocida en Estados Unidos y Europa como Nintendo Entertainment System o simplemente NES). Los cartuchos de juego de estos títulos son del mismo color que los cartuchos de los juegos originales de Famicom.
Además, junto a los juegos, también se editó una versión especial de Game Boy Advance SP, la cual tenía un diseño similar a los mandos de control de la propia NES (junto con un homólogo de Famicom en Japón).
Se encontró que las versiones de Jaleco en la serie usan el emulador PocketNES. El autor ha declarado que apoya la decisión y la declaró como una de las razones por las que utilizó para publicar su emulador en el dominio público.

## Juegos "Clásicos" de NES/Famicom

### Famicom Mini
Famicom Mini Series es como se llamó la colección en Japón y es a su vez donde más juegos de NES se editaron en Game Boy Advance para esta colección.

#### Serie 1 (14 de febrero de 2003)
- Super Mario Bros.
- Donkey Kong
- Ice Climber
- Excitebike
- The Hyrule Fantasy: Zelda no Densetsu (The Legend of Zelda)
- Pac-Man
- Xevious
- Mappy
- Bomberman
- Star Soldier

#### Serie 2 (21 de mayo de 2004)
- Mario Bros.
- Clu Clu Land
- Balloon Fight
- Wrecking Crew
- Dr. Mario
- Dig Dug
- Takahashi Meijin no Bōkenjima (Adventure Island)
- Makaimura (Ghosts'n Goblins)
- TwinBee
- Ganbare Goemon! Karakuri Douchuu

#### Serie 3 (10 de agosto de 2005)
- Super Mario Bros. 2 (Super Mario Bros.: the Lost Levels)
- The Mysterious Murasame Castle
- Metroid
- Palutena no Kagami (Kid Icarus)
- Link no Bōken (Zelda II: The Adventure of Link)
- Shin Onigashima
- Famicom Tantei Club: Kieta Kōkeisha
- Famicom Tantei Club Part II: Ushiro ni Tatsu Shōjo
- Akumajō Dracula (Castlevania)
- SD Gundam World: Scramble Wars

Además, Super Robot Taisen 2 fue realizado como un objeto promocional al lado de Super Robot Taisen GC.

### "Classic NES Series" & "NES Classics"
La "Famicom Mini Series" de Japón fue cambiado de nombre al llegar al mercado extranjero, titulándose "Classic NES Series" en Estados Unidos y "NES Classics" en Europa. En esta ocasión, el número de juegos de NES editados en Game Boy Advance se redujo considerablemente a menos de la mitad.

## Recepción

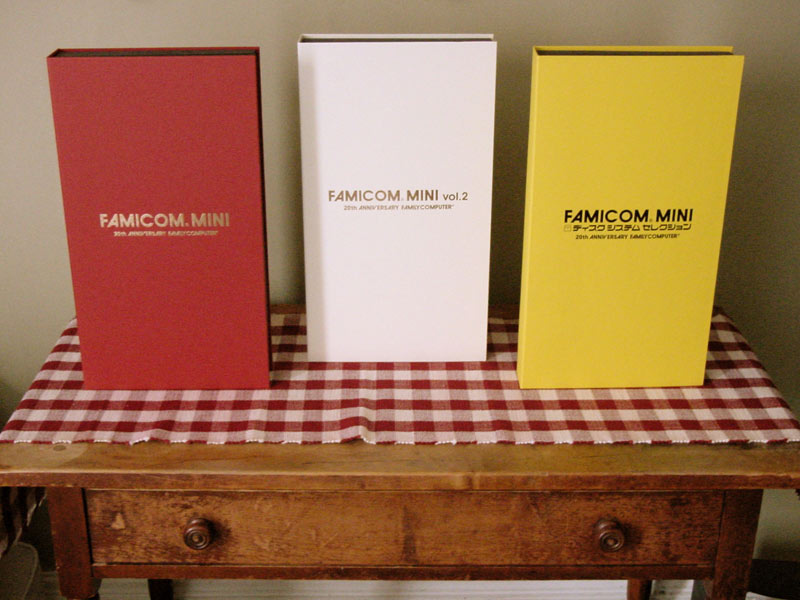
Muestras de colección de los videojuegos Club Nintendo.

La serie de reediciones ha recibido una recepción dispar. Jeff Gerstmann de GameSpot se quejó de que un Bomberman sin multijugador "difícilmente es un Bomberman". Metroid tuvo inclusión en la serie, pero se consideró redundante por Bob Colayco de GameSpot, puesto que ya se incluyó como un extra desbloqueable en la nueva versión de Metroid: Zero Mission (que ya era una nueva versión), así como en Metroid Prime.
Algunos críticos se molestaron porque las versiones de la serie Classic NES presentaban diferencias con respecto al original. Por ejemplo, Craig Harris se quejó de que Xevious tenía una configuración de disparo automático, lo que cambió la dificultad del original. Los críticos también se quejaron de la falta del nivel de pastel/cemento en Donkey Kong. En Super Mario Bros, el aspecto de la relación de pantalla se alteró, causando apariencias gráficas extrañas.
Los precios de la Serie NES Clásica y las repeticiones anteriores también fueron criticados. Muchos críticos señalaron que $20 era un alto precio para un juego. Tanto GameSpot como IGN notaron que Nintendo había regalado The Legend of Zelda y Zelda II: The Adventure of Link gratis en el disco de bonificación de la Edición Coleccionista, aunque admitieron que la versión de la Serie NES clásica era portátil. Sin embargo, los críticos siempre aclamaron a Super Mario Bros, The Legend of Zelda, Castlevania, Zelda II: The Adventure of Link y Dr. Mario como algunos de los juegos que valen el coste del cartucho.